# Prélèvements forcés d'organes en Chine

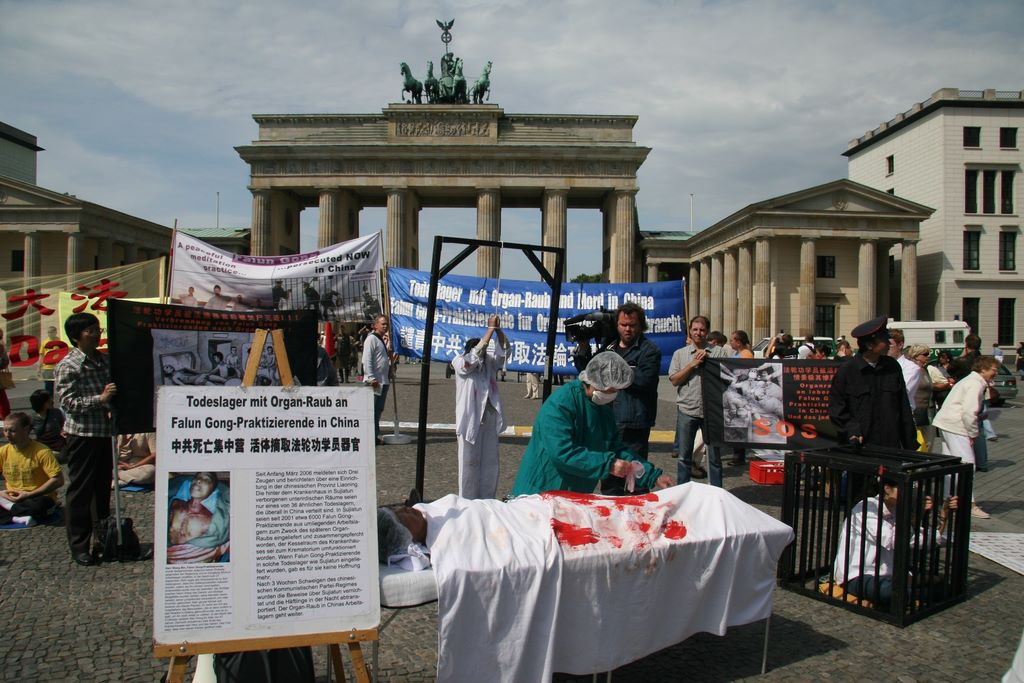
Manifestation à Berlin, en 2007, dénonçant la pratique de prélèvements forcés d'organes en Chine

Des enquêtes et rapports attestent l'existence de prélèvements forcés d'organes en Chine. Cette pratique, encouragée par les autorités chinoises avec la complicité des hôpitaux militaires, des forces de sécurité et de la police militaire, concerne non seulement des condamnés à mort mais aussi des prisonniers politiques ou de conscience chinois, ouïghours, tibétains, chrétiens ou pratiquants de Falun Gong, ces derniers ayant particulièrement contribué à alerter la communauté internationale.
En 2010, le Congrès des États-Unis vote une résolution qui mentionne de telles pratiques dans la persécution du Falun Gong. Elle est suivie en 2013 d’une résolution spéciale du Parlement européen condamnant les prélèvements forcés d'organes cautionnés par l'État chinois, touchant en particulier les pratiquants de Falun Gong. En 2016, la Chambre des représentants des États-Unis adopte une résolution demandant au régime communiste chinois de cesser immédiatement les prélèvements forcés d'organes sur des pratiquants de Falun Gong et d'autres prisonniers de conscience.

## Contexte
Pour faire face à la pénurie d'organes, les hôpitaux chinois utilisent régulièrement des organes provenant des personnes exécutées.
En 2006, la Chine était le deuxième pays au monde comptant le plus grand nombre de greffes, derrière les États-Unis,. Alors qu'entre 1994 et 1999 ne sont comptées que 18 500 greffes, soit une moyenne d’environ 3 000 par an, ce chiffre culmine à plus de 10 000 greffes de rein en 2004 et près de 4 000 de foie en 2005. Sur les seules greffes de reins, sont dénombrées presque 20 000 transplantations en 2005.
En 2006, Huang Jiefu, alors vice-ministre chinois de la santé, estime que chaque année, en Chine, près de 1,5 million de personnes avaient besoin d'une transplantation tandis que seulement environ 10 000 en bénéficiaient. Par comparaison, en 2009, aux États-Unis, il y a eu 14 632 dons d'organes alors que 104 898 patients attendaient une greffe. En raison du besoin de transplantations en Chine et dans d'autres pays, divers observateurs du monde médical et organismes tels que l'ONU, l'AMM, Amnesty International, DAFOH, TTS (The Transplantation Society) ont observé une situation « non-éthique » se développer en Chine, à savoir l'exécution de prisonniers pour leurs organes, et la mise en place d'un trafic très lucratif de ces derniers. De plus, les pratiquants de Falun Gong forment le groupe le plus important des camps de prisonniers chinois depuis le début de la persécution de leur pratique spirituelle en 1999, et c'est également depuis cette année-là que l'on observe une très forte augmentation du nombre de transplantations d'organes en Chine.

### Situation en Chine
En Chine, il existe au sein de la population une aversion envers le don d'organe. Cela proviendrait essentiellement des croyances traditionnelles suivies durant des siècles. Dans le Livre de la piété filiale, Confucius indiquait : « Notre corps, nos cheveux, notre peau proviennent des parents, ils ne doivent pas être endommagés - c'est le point de départ de la piété filiale », un enseignement qui s'inscrit dans la tradition chinoise décrivant le corps comme « un et indivisible ». Jiefu Huang, ancien vice-ministre chinois de la santé, soutient cette observation ; d'après lui, beaucoup de Chinois sont peu disposés à donner leurs organes en raison "des rites et croyances traditionnelles"; de plus, il n'y a ni sensibilisation publique concernant les dons, ni programme efficace de donations d'organes en Chine.
En 1960, les premières expériences de transplantations sont effectuées en Chine. Au cours des années 1970, sur une petite échelle, les premiers prélèvements d'organes sur des prisonniers politiques condamnés à morts sont effectués. Une réglementation de 1984 a rendu légal le prélèvement d’organes sur les criminels exécutés, avec le consentement préalable du condamné à mort, l’autorisation écrite de sa famille ou lorsque le corps n'est pas réclamé par celle-ci. L'explication officielle rapportée par les autorités chinoises est que le criminel veut se racheter et donne ainsi son consentement.
Cependant, bon nombre d'observateurs, médecins et organismes dans le monde s'inquiètent de possibles violations éthiques concernant un consentement obtenu sous la contrainte ou la corruption,,. Cela a conduit à une condamnation de ce type de procédure de la part des groupes médicaux, et organisations de défense des droits de l'homme. D'après Torsten Trey, docteur et directeur de l'organisme Doctors Against Forced Organ Harvesting (DAFOH), le consentement dont parle les autorités chinoises « ne répond pas aux critères éthiques d'une donation d'organe librement consentie ». Pour le docteur Arthur Caplan, « en Chine, le consentement d'un prisonnier n'existe pas ». Selon lui, il est très probable que des exécutions de prisonniers soient programmées en fonction des besoins en organes car il n'y a aucune chance, dans le cas de touristes venus en Chine pour une transplantation, de pouvoir trouver par le seul hasard un organe de prisonnier correspondant à leur besoin de greffe durant le temps de leur séjour. Ainsi, cela suppose une sélection préalable de donneurs potentiels par les autorités carcérales ; puis ces donneurs sont exécutés pendant le séjour du touriste en Chine,.

### Persécution du Falun Gong

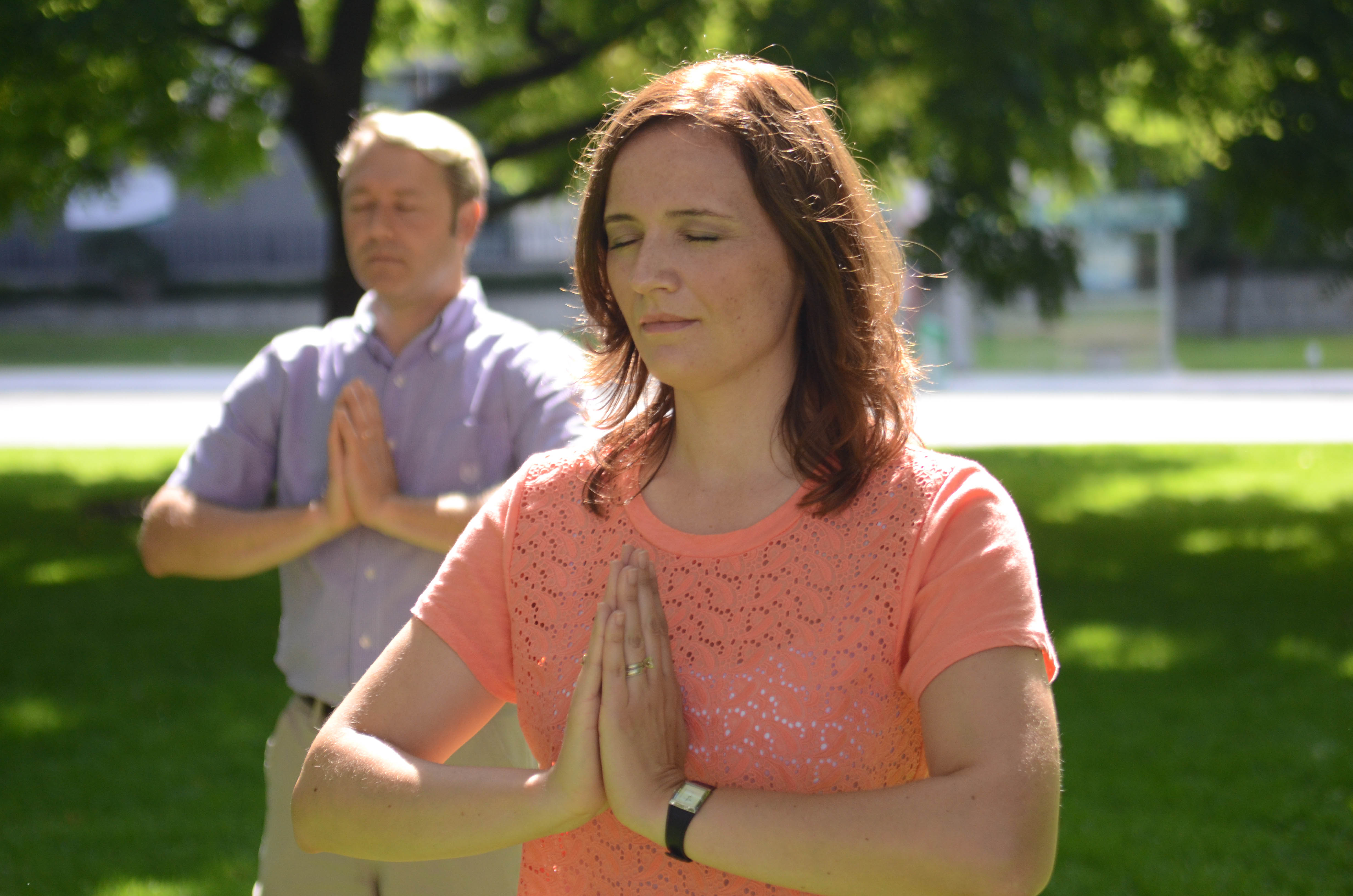
Une pratiquante occidentale effectue un exercice du Falun Gong, à Toronto.

Le Falun Gong est une discipline de qi gong popularisée en Chine dans les années 1990. Présentée comme une pratique issue des « traditions ancestrales millénaires de cultivation » combinant à la fois des séries d'exercices et un enseignement basé sur "Authenticité, Compassion, Tolérance", le Falun Gong est enseigné librement dans plus de 70 pays. En Chine, sa pratique connut un essor fulgurant, si bien qu'en 1999, plusieurs sources estimaient que près de 70 millions de personnes le pratiquaient en Chine continentale,. Peu à peu, des tensions régulières s'ensuivirent avec le gouvernement chinois, qui tentait de rendre la pratique payante et qui désirait renforcer son influence au sein de cette dernière. Progressivement, le Falun Gong s'est affirmé comme une école de qi gong autonome et indépendante du pouvoir. Jiang Zemin, le dirigeant du Parti communiste de l'époque, a alors interdit la pratique et lancé une campagne pour l'éradiquer en juillet 1999. Le Bureau 610 a été créé pour superviser et coordonner l’élimination du Falun Gong,,.
D'après Amnesty International, la sévère répression des autorités chinoises communistes correspond à une "campagne de propagande massive", accompagnée par l'arrestation et l'emprisonnement de dizaines de millions de pratiquants dans des centres de détentions et dans des camps de travaux forcés. Les autorités, sous ordre de Jiang Zemin, adoptent l'utilisation de la torture ainsi que d'autres mauvais traitements afin d'organiser une « rééducation » coercitive des pratiquants de Falun Gong, ce qui fait partie des méthodes de réforme de la pensée largement utilisées par le Parti communiste depuis les années 1950 . D'anciens détenus ont déclaré que, dans certains camps de travaux forcés, les pratiquants de Falun Gong étaient majoritaires, et étaient choisis pour être maltraités. Selon Amnesty International, en moyenne un tiers de la population des camps des travaux forcés étaient des pratiquants de Falun Gong et dans certains camps ils représentaient 100 % des détenus. D’autres sources estimaient qu’ils représentaient au moins la moitié des détenus de ces camps.
De nombreux pratiquants de Falun Gong sont morts dans les prisons, sous la torture. Jiang Zemin avait lancé l'ordre de "compter les morts comme suicides", et de nombreux pratiquants de Falun Gong cachaient leur identité aux autorités de peur des répressions sur leur famille. Ainsi, d'après David Kilgour, ces situations ont largement contribué à faire des pratiquants de Falun Gong une cible de choix pour les prélèvements forcés d'organes, leur mort demeurant secrète aux yeux de la société. Le docteur Torsten Trey constate pour sa part qu'un pratiquant de Falun Gong n'a "aucun droit" et que sa vie est "sans valeur" ; il ne peut s'attendre à aucune défense légale face à un juge libre de le condamner à mort ou aux travaux forcés. Dans ce contexte, du point de vue du régime chinois, il n'y a qu'un "petit pas à franchir" pour transformer des êtres vivants en "sources d'organes".
La persécution du Falun Gong pourrait ainsi servir de prétexte efficace pour pratiquer le prélèvement d'organes forcé. Pour Torsten Trey, docteur et directeur de Doctors Against Forced Organ Harvesting (DAFOH), le respect de la vie humaine est essentiel à la pratique de la médecine. Or, ce dernier souligne dans Organes de l’État : Abus de transplantations en Chine, qu'en Chine, certains chefs d’État ont transformé leur haine contre le Falun Dafa en un crime contre l’humanité en utilisant la profession médicale comme outil de leur haine.

## Origine des allégations

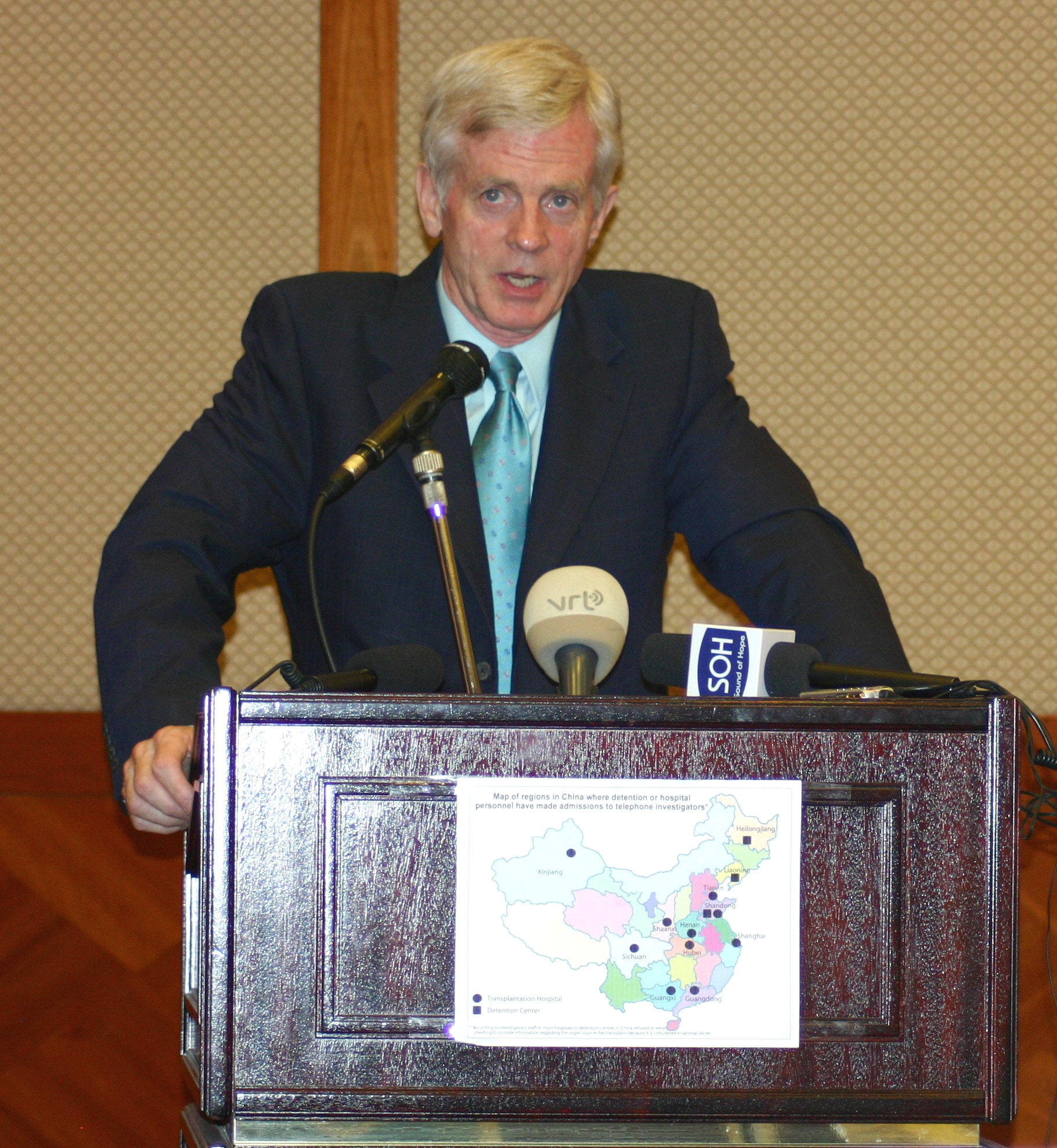
David Kilgour.

Dès l'an 2000 un site de Falun Gong révèle qu'en République populaire de Chine des prélèvements d'organes sont opérés sur ses sympathisants, entraînant leur mort.  
En mars 2006, des représentants du Falun Gong affirment que des prélèvements forcés d’organes sont effectués sur ses pratiquants, envoyés dans des camps puis tués afin de récupérer et de vendre leurs organes. Ces allégations se focalisent sur la prétendue existence d’un camp à Sujiatun, un quartier de la ville de Shenyang dans la province de Liaoning.

## Autres sources
En 2006, à la suite des témoignages d'un chirurgien déclarant avoir effectué de nombreuses transplantations à partir d'organes prélevés de forces de pratiquants de Falun Gong, David Kilgour, ancien secrétaire d'État canadien et avocat de la couronne et David Matas, avocat international des droits de l'homme, mènent une enquête indépendante. Parallèlement, en mai 2006, le vice-président du Parlement européen, Edward McMillan-Scott se rend en Chine et recueille un témoignage attestant l'existence d'une telle pratique. Malgré les démentis du gouvernement chinois, , d'autres investigations indépendantes suivent et confirment ces dires,,. Différentes preuves ont également établi l'objectif de dissimulation des autorités chinoises sur ces pratiques ,,.
Selon David Kilgour, la moitié des détenus des camps de rééducation par le travail sont des pratiquants de Falun Gong. Ceux-ci, durant leur incarcération, sont testés pour leur groupe sanguin, et leurs organes sont examinés. Ils font alors l'objet d'une sélection par les médecins et les autorités carcérales, puis les organes sont prélevés au cours d'une opération, entraînant le décès du pratiquant. Les deux auteurs de "Bloody Harvest" affirment également que depuis 1999, les pratiquants de Falun Gong constituent la source principale des organes prélevés en Chine, et que ces derniers sont vendus à des prix très élevés. Ils estiment qu'il y aurait eu 41 500 transplantations d'organes non expliquées entre 2000 et 2005.
Dans son étude de la récolte d'organes en milieu carcéral chinois, Davis Ownby analyse les sources, remarque qu'un vice-ministre de la santé du gouvernement chinois a reconnu en 2005 que la pratique de récolte d'organes existait « mais seulement un petit nombre de cas » et qu'une enquête de la BBC en 2006 « a trouvé que le marché des organes récoltés sur des prisonniers chinois était florissant » ; cependant il conclut que s'il est crédible que des prisonniers pratiquant du Falun Gong « ont été ciblés pour la récolte d'organes [...] inévitablement Falun Gong a perdu en crédibilité » avec l'emploi d'expression comme camps de concentration et génocide, ainsi que par le grand nombre de cas évoqués.

### Ouïghours et Kazakhs du Xinjiang
Dans les camps d'internement du Xinjiang sont rapportés des prélèvements d'organes fréquents. Commentant une vidéo de transfert de prisonniers au Xinjiang filmée par un drone, le journal Libération note « que le lieu de détention n’est en règle générale pas communiqué à la famille, encore moins en cas de transfert, et qu’en cas de décès, les corps ne sont souvent pas rendus aux proches – ce qui laisse la possibilité de vendre leurs organes ». Sylvie Lasserre en a rapporté également des témoignages,.

## Rapport Matas/Kilgour
En mai 2006, l’ONG la Coalition d'investigation sur la persécution du Falun Gong invite David Kilgour, l'ancien secrétaire d'État du Canada (région Asie Pacifique) et avocat de la Couronne et David Matas, l'avocat international des droits de l'homme, à enquêter sur les allégations de prélèvements d'organes sur les pratiquants de Falun Gong à grande échelle en Chine. MM. Kilgour et Matas déclareront avoir mené leur enquête de façon indépendante. Les enquêtes menées par MM. Kilgour et Matas ont permis d’assembler plus de cinquante éléments de preuves.

### Principaux éléments rapportés par l'enquête
- Le premier élément de preuve est l'absence, à l'époque, d'un système organisé de don d'organes[62] ainsi que la corruption régnant dans le pays[63],[64]. De plus, une aversion culturelle par rapport à cette pratique persiste parmi les Chinois, les rendant peu enclins à donner leurs organes[62].
- La « persécution » du Falun Gong constitue une mesure politique officielle[65].
- Le gouvernement de la Chine a sensiblement réduit le financement du système de santé. Les transplantations d'organes sont une source importante de fonds pour ce système et remplacent les subventions gouvernementales supprimées[66].
- La Chine prélève les organes de condamnés à mort sans leur consentement. Le Falun Gong constitue une « population carcérale diffamée par les autorités chinoises, déshumanisée et encore plus marginalisée que les prisonniers exécutés condamnés à mort pour des délits »[67].

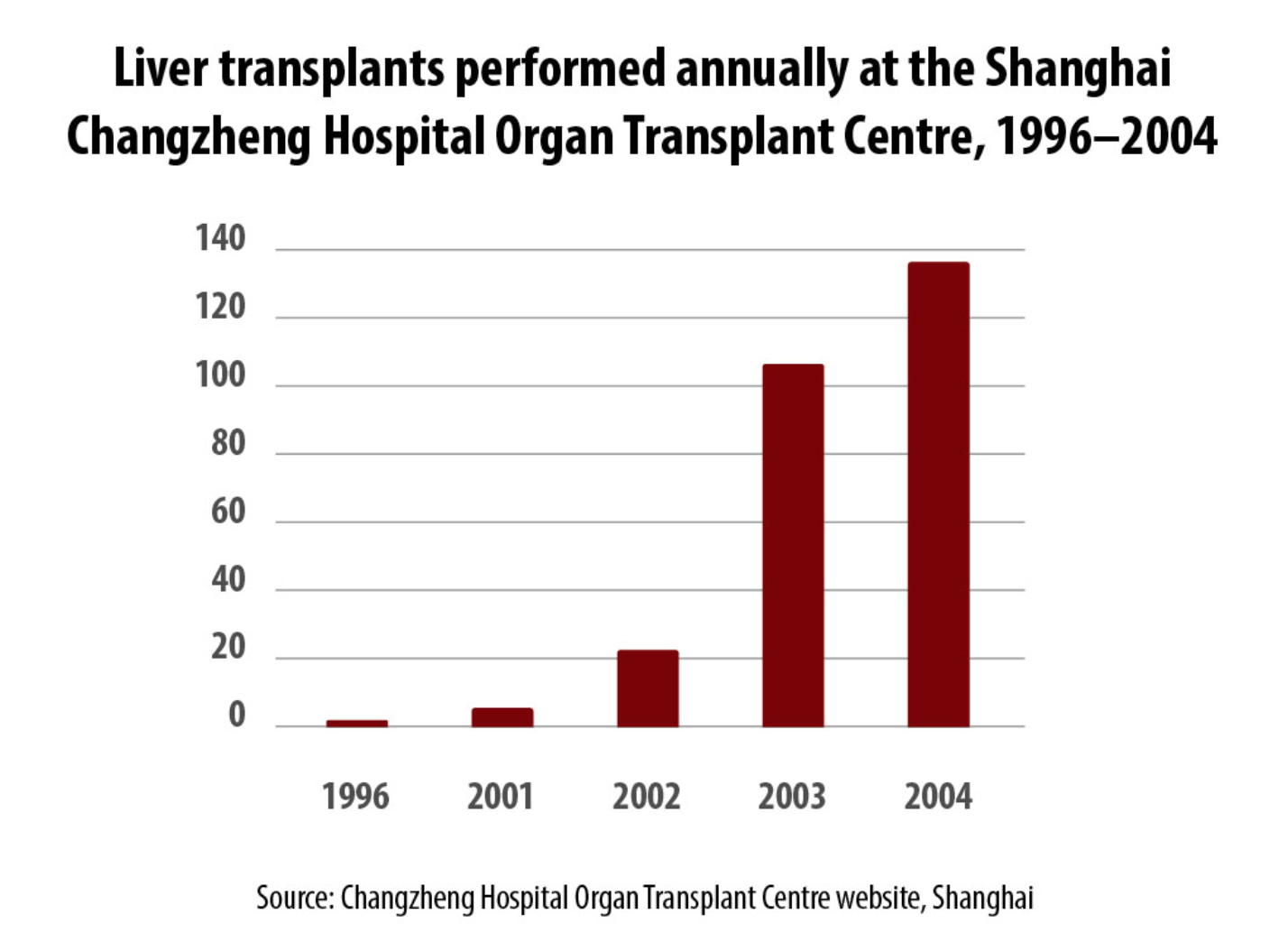
Progression du nombre de transplantations de foies au centre hospitalier de greffe de Changzheng,à Shangaï, entre 1996 et 2004.

- Des 60 000 greffes d'organes officiellement enregistrées entre 2000 et 2005, 18 500 provenaient de sources identifiables (dont les condamnés à mort), ce qui implique 41 500 greffes dont l'origine n'est pas indiquée. Selon le rapport, « le nombre de prisonniers exécutés et de donneurs consentants est de loin très inférieur au nombre de greffes réalisées. » MM. Kilgour et Matas en concluent que la seule autre origine pouvant expliquer la « montée en flèche » du nombre de greffes n'est autre que les pratiquants du Falun Gong[68].
- Les pratiquants du Falun Gong, venus de tout le pays sur la place Tian'anmen à Pékin pour protester étaient arrêtés de manière systématique. Ceux qui communiquaient leur identité à leurs ravisseurs étaient renvoyés chez eux. Leur famille était alors impliquée et mise sous pression de façon qu’elle se joigne aux efforts pour qu’ils renoncent à leur pratique spirituelle. De plus, si ces pratiquants se rendaient à Pékin, leurs supérieurs, leurs collègues, les responsables de l’administration locale, tous étaient tenus pour responsables et pénalisés[69].
- Pour protéger leurs familles et éviter l'hostilité des gens de leur localité, de nombreux pratiquants de Falun Gong détenus refusaient de donner leur nom. Une grande population carcérale de pratiquants de Falun Gong est ainsi devenue impossible à identifier par les autorités et parmi leurs parents et connaissances, nul ne savait où les trouver. Ceux qui ont refusé de s'identifier ont été particulièrement maltraités et ont été déplacés dans le système carcéral chinois sans raison valable. La possibilité que ces pratiquants de Falun Gong soient devenus une source privilégiée d'organes prélevés de force n’a pu être démentie[36].
- Un certain nombre de membres des familles des pratiquants de Falun Gong morts en détention ont rapporté avoir vu les cadavres de leurs proches avec des incisions chirurgicales et des parties du corps manquantes. Les autorités n'ont fourni aucune explication cohérente pour ces cadavres mutilés[70].
- Selon les statistiques d'Amnesty International établies à partir de renseignements accessibles publiquement en Chine, le nombre moyen de détenus condamnés à mort puis exécutés était de 1 680 par an entre 1995 et 1999 et de 1 616 par an entre 2000 et 2005. Ainsi, les condamnés à mort exécutés ne peuvent en aucun cas constituer la source de l'augmentation du nombre de transplantations d'organes en Chine depuis le début de la persécution du Falun Gong, le nombre moyen d'exécutions étant resté le même[71].

- La législation concernant la transplantation d’organes est territoriale pour tous les pays. En d’autres termes, il n’est nullement illégal pour un étranger d’aller en Chine, de bénéficier d'une greffe qui irait à l'encontre des lois de son pays, puis de revenir chez lui.
- Le temps d’attente dans les hôpitaux chinois pour une transplantation est particulièrement court. Un hôpital se félicitait d’un temps d’attente d’une semaine pour une greffe, un autre affirmait pouvoir fournir un foie en deux semaines. Au Canada, le temps d'attente pour un rein peut aller jusqu'à 32,5 mois. Parallèlement, la période de survie d’un rein est comprise entre 24 et 48 heures, celle du foie est d'environ 12 heures. Selon les auteurs, seule une immense banque de « donneurs » pourrait expliquer des délais d'attente « incroyablement courts »[72].
- Les receveurs d'organes en provenance de Chine affirment que les conditions de l’opération sont « presque entièrement secrètes » : le destinataire n'est pas informé de l'identité du donneur ni ne se voit présenter son consentement écrit, l'identité du médecin et des infirmières est souvent dissimulée, les opérations se déroulent parfois au milieu de la nuit, « tout le processus est mené sur les bases suivantes : ne posez pas de questions, ne dites rien »[73].
- Des enquêteurs parlant le mandarin et se présentant comme de potentiels receveurs d’organes ou comme leurs proches, ont appelé des hôpitaux chinois pour se renseigner sur les organes disponibles ; ils ont obtenu plusieurs aveux selon lesquels les pratiquants de Falun Gong sont la source des greffes[74].
- Sur leurs sites internet, certains hôpitaux admettent que le temps d’attente pour un organe ne sera que d’une semaine ; ces informations sont jugées comme des « documents accusateurs ». De nombreux sites de transplantation chinois ont publié les graphiques de l’envolée du nombre de transplantations d'organes, exhibant une forte hausse juste après le début de la persécution du Falun Gong[72].
- Avec un rein valant 45 000 euros, un cœur estimé de 95 000 à 120 000 euros, la transplantation d'organes constitue une industrie lucrative en Chine[75]. Avant 1999, il n'y avait dans le pays que 22 centres prenant en charge la transplantation du foie ; mi-avril 2006, ils étaient 500. Le nombre d'établissements de transplantation du rein est passé de 106 en 2001 à 368 en 2005 et 600 en 2007[76].
- Les pratiquants de Falun Gong emprisonnés font systématiquement l'objet de tests sanguins et d'examens d'organes, alors qu'ils subissent des tortures. Dans ces conditions, de tels examens n'ont pas vocation à assurer le bien être de ces prisonniers[77].

### Conclusions du rapport

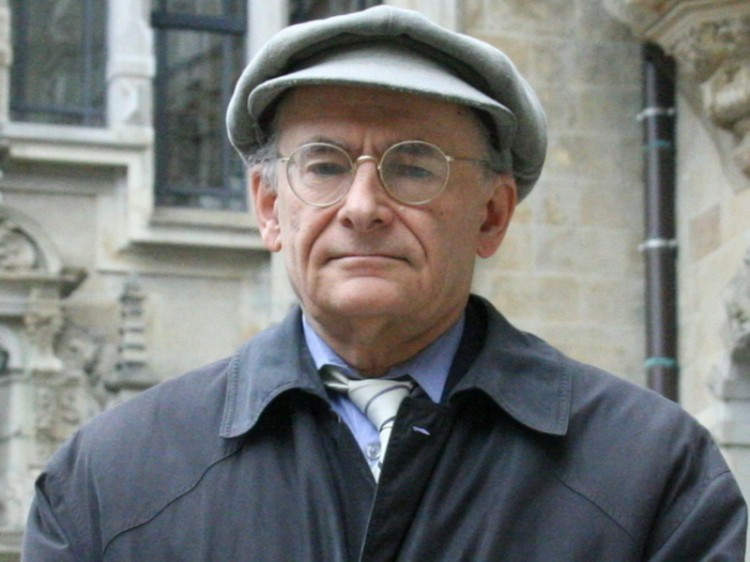
David Matas.

Considérés dans leur ensemble, et en l'absence de toute réfutation véritable des autorités chinoises, ces éléments ont mené les auteurs à conclure que les prélèvements forcés d'organes sur les pratiquants de Falun Gong existent bel et bien en Chine. Le 6 juillet 2006, David Kilgour et David Matas présentent les résultats de leur enquête de deux mois dans un premier rapport. Une seconde version suivra en 2007. David Kilgour et David Matas ont reçu pour leurs travaux le Prix des droits de l'homme 2009 de la part de la Société internationale pour les droits de l'homme (IGFM) basée en Allemagne. En 2010, ils ont été nommés pour recevoir le Prix Nobel de la paix par Borys Wrzesnewskyj, député fédéral canadien ainsi que par Balfour Hakak, président de l’Association des écrivains hébreux.

## Autres rapports et témoignages confirmant l'enquête Kilgour/Matas
En Occident, plusieurs témoignages émanant de personnalités publiques ou de personnel du corps médical sont venus confirmer les éléments de l'enquête présentés par David Kilgour et David Matas.

### Edward McMillan-Scott

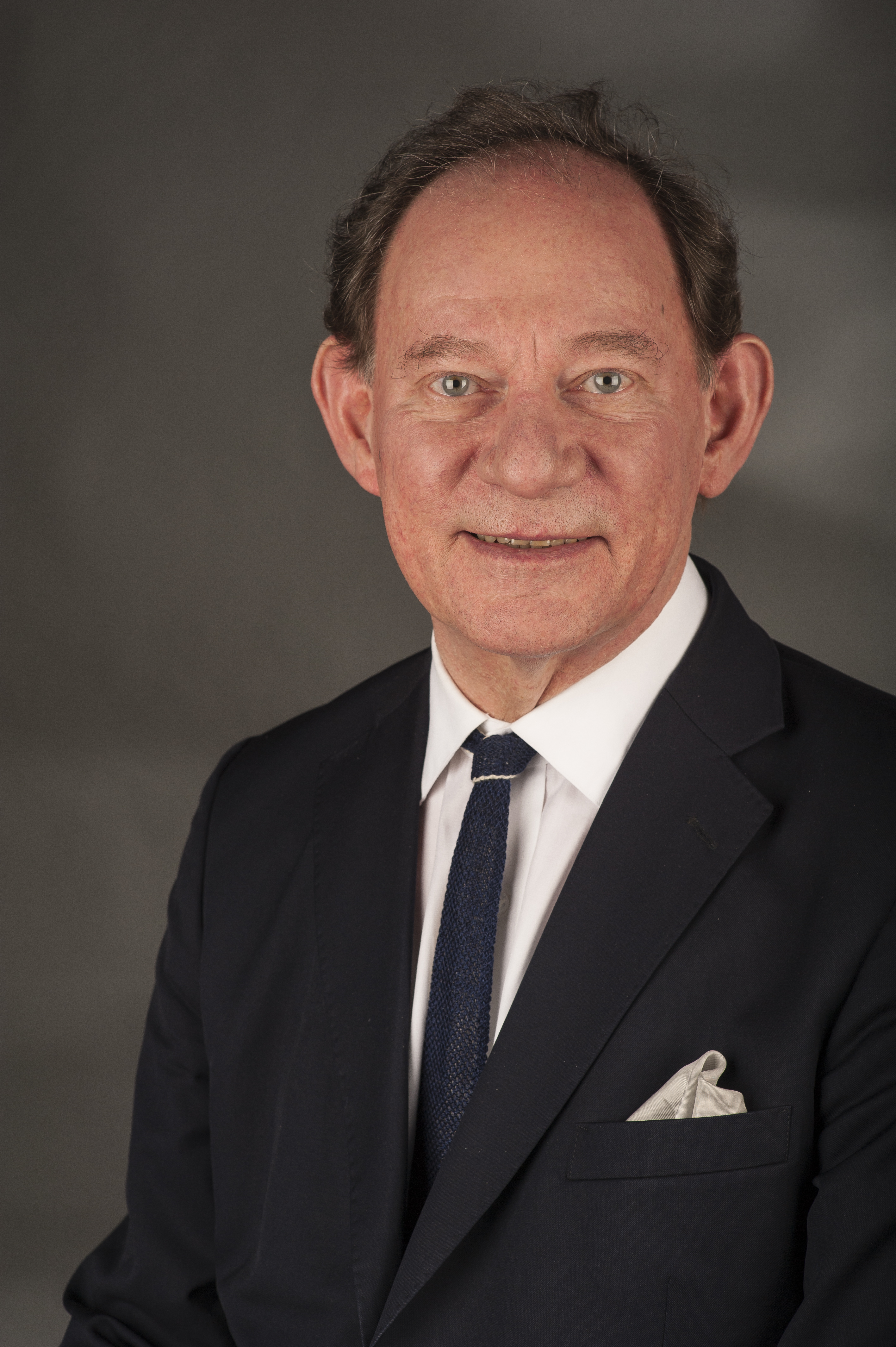
Le Britannique Edward McMillan-Scott en 2014

Parallèlement aux investigations de David Kilgour et de David Matas, Edward McMillan-Scott, député européen et vice-président du Parlement européen chargé de la démocratie et des droits de l’Homme depuis 2004, se rend en Chine en mai 2006 dans le but d’établir les faits.
Au cours de son enquête, il a rencontré plusieurs Chinois qui ont tous été arrêtés par la suite et trois d’entre eux soumis à la torture. En particulier Cao Dong, un guide de Pékin, a affirmé être au courant des prélèvements d’organes. Il a déclaré avoir été dans un camp et avoir vu le cadavre de son ami pratiquant de Falun Gong « dans la morgue avec des trous là où les parties du corps avaient été prélevées ». Après cette rencontre avec Edward McMillan-Scott, Cao Dong a été arrêté, emmené dans la province du Gansu et poursuivi en justice sur quatre chefs d'accusation. Les juges ont estimé que l'affaire ne pouvait pas aller en procès car elle relevait de la compétence du Bureau 610 à Pékin (le bureau chargé de la répression du Falun Gong).

### Ethan Gutmann
Ethan Gutmann (en), chercheur adjoint à la Fondation pour la défense des démocraties (en), a mené des entretiens approfondis avec divers anciens prisonniers des camps de travaux forcés et des prisons en Chine, dont des pratiquants de Falun Gong. En 2008, il a publié à ce sujet un article dans The Weekly Standard suivi par une analyse publiée dans son blog. À travers ses entretiens et recherches, Ethan Gutmann a tenté d'établir le nombre de pratiquants de Falun Gong dans les laogai et la proportion d'entre eux ayant été examinés en tant que candidats potentiels aux prélèvements d'organes. En utilisant les données de la Fondation pour la recherche sur le laogai, il a estimé le nombre de pratiquants détenus dans ces établissements et combien avaient été examinés médicalement. Sur la base de ces évaluations, il a ainsi établi que le nombre de pratiquants tués pour leurs organes pendant la période 2000-2008 pouvait être estimé entre 9 000 et 120 000 environ, ce qui donnait une moyenne de presque 65 000.
En 2022, Ethan Gutman considère que cette pratique est devenue banale pour des malades issus de pays riches. Par exemple, des Allemands obtiennent une greffe en quelques heures. Cela est possible si les données sanguines des victimes sont recueillies et traitées avant l'arrivée des futurs bénificiaires. Dans certains cas, des « donneurs » Ouïghours sont acheminés vers des pays du Golfe pour procurer des organes « frais » et « halals » aux receveurs.

### Kirk Allison
Kirk Allison, directeur adjoint du programme des droits de l'homme et de la médecine à l'Université du Minnesota, a écrit que le « court laps de temps d'un système qui fonctionne à la demande (comme en Chine) nécessite un grand nombre de donneurs dont la compatibilité du groupe sanguin et du groupe tissulaire HLA sont déterminés d’avance », ce qui s’avère « cohérent » avec les allégations des pratiquants de Falun Gong annonçant la systématisation des tests de compatibilité des tissus sur les pratiquants détenus. Il a également écrit que les contraintes de temps impliquées « ne pouvaient être garanties par des morts aléatoires », et que les médecins qu’il avait interrogés sur la question lui avaient indiqué qu'ils choisissaient des prisonniers vivants pour assurer la qualité et la compatibilité.

### Docteur Torsten Trey
En juillet 2006, le docteur Torsten Trey fonde DAFOH (Doctors Against Forced Organs Harvesting) à la suite des doutes concernant la provenance de nombreux organes transplantés en Chine. Dans une discussion avec le docteur Liu, chirurgien du Centre oriental de transplantation de Tianjin, le docteur Torsten entend dire que « deux mille transplantations hépatiques ont eu lieu l'an dernier ». Par la suite, constatant l'absence d'un système de dons d'organe, l'augmentation spectaculaire du nombre de transplantations et la possibilité de transplanter un cœur en moins d'une semaine, il soutient que la réalité des greffes d’organes en Chine révèle une organisation inquiétante. En 2013, le docteur Torsten Trey, en collaboration avec David Matas, publie le livre Organes de l'État. Abus de transplantations en Chine. D'après lui, les crimes de prélèvements forcés d'organes sur les pratiquants de Falun Gong sont très plausibles. En même temps, il ajoute qu’on peut comprendre qu'une telle pratique soit « bien camouflée et que les preuves concrètes sont difficiles à obtenir ».

### Professeur Tom Treasure
Le chirurgien britannique Tom Treasure, du Guy's Hospital à Londres, a déclaré que le rapport Kilgour-Matas est « plausible d'un point de vue médical » si l’on compare à la fois le nombre de transplantations et les courts délais d'attente en Chine avec les autres pays. Il souligne que l’existence de tests sanguins sur les pratiquants de Falun Gong détenus n'est d’aucune utilité pour les victimes, en revanche cet examen est essentiel pour le don d’organes, et il affirme que les allégations sont « crédibles ».

### Professeur Francis Navarro
En 2006, Francis Navarro, Chef du service de chirurgie hépato-digestive du CHU de Montpellier, est invité par les autorités chinoises à se rendre en Chine pour effectuer une transplantation, et montrer ainsi « le savoir-faire français en matière de médecine hépatique ».

### Docteur Ghazali Ahmad
Le chirurgien Ghazali Ahmad, directeur consultant du service de néphrologie à l’hôpital de Kuala Lumpur, note pour sa part une recrudescence du trafic d’organe dans la région Asie Pacifique, depuis la fermeture des réseaux existant en Inde – à la suite de nouvelles réglementations en vigueur en 1993. La demande d’organe s’est alors tournée vers un autre «marché», celui proposé par les autorités chinoises. Le docteur a présenté des documents provenant du registre Malaisien de Transplantations et de Dialyses, dont des comptes rendus opératoires établis par les Centres de Transplantations de Nanning, Fuzhou, Kumming et Guangzhou .
Les documents font état de plusieurs organes ayant fait l’objet de transactions financières contractées avec un réseau criminel. D’après Ghazali Ahmad, « les membres du réseau contactaient par d’habiles stratagèmes les patients en traitement dans leur centre d’hémodialyse ou dans les salles d’attente où les patients attendaient leur rendez vous avec le néphrologue », une pratique courante dans tout le pays.
Le docteur note qu’à partir de 2006, plus aucun des patients traités en Chine ne rentrait avec un compte rendu médical. Il apparaissait alors que les autorités chinoises redoublaient de prudence dans la dissimulation de leur crime, et l’absence de tels documents permettait l’anonymat des contacts du réseau. Ghazali Ahmad cite l’exemple de patients dont l’état de santé devenait de plus en plus compliqué à prendre en charge en l’absence de ces documents.

## Difficultés inhérentes aux investigations en Chine
Les auteurs ont nuancé leur bilan en soulignant les difficultés inhérentes à la vérification des crimes allégués. Par exemple, aucun organisme indépendant n’est autorisé à enquêter sur les manipulations en Chine, les témoins oculaires sont difficiles à trouver, et les informations officielles sur la transplantation d'organes sont souvent dissimulées. Enfin, MM. Kilgour et Matas se sont vu refuser un visa pour aller enquêter en Chine.
Manfred Nowak, rapporteur spécial des Nations unies, soupçonne également un trafic d'organe à grande échelle en Chine. Il a noté que pendant sa visite, certains accès lui étaient interdits, et lors de ses questions aux autorités chinoises, il a noté un temps anormalement long avant la réponse.
D'après Ethan Gutmann, « essayer de voir ce qui se passe dans les camps en Chine est comme examiner une étoile : toute lumière que nous pouvons voir a déjà eu lieu et nos suppositions sur le présent se base sur les faibles signaux radios d'autrefois ». L'auteur de "The Slaughter" explique ainsi que les témoignages directs sont un point de départ très important, mais également très rare: aucun chirurgien en provenance de Chine continentale, même en cas d'exil, n'oserait s'exprimer sur le sujet ou avouer avoir pratiqué des transplantations. Sa carrière et sa famille en Chine serait sérieusement menacée s'il décidait de le faire . Cependant, les quelques témoignages de chirurgiens ayant prélevés des organes ou effectués des tests sanguins sur les prisonniers de conscience allant être exécutés - dont les pratiquants de Falun Gong - ont été des éléments déterminant pour les enquêtes. Depuis 1995, plusieurs de ces témoignages,, émanant de témoins directs ou des principaux acteurs (comme dans le cas de Sujiatun) ont été rapportés au public,.

## Réponses et déclarations du gouvernement chinois
En juillet 2005, Huang Jiefu, vice-ministre chinois de la santé, reconnaît que 95 % des organes transplantés proviennent de prisonniers exécutés,,. Huang Jiefu renouvela ces déclarations en 2006, 2008 et 2010,,. Après la publication du rapport initial le 6 juillet 2006, le gouvernement chinois a présenté deux réponses en considérant le rapport comme étant sans fondement. L'ambassade de Chine au Canada déclara que la Chine respectait les principes de l'Organisation mondiale de la santé qui interdisent la vente d'organes humains sans le consentement écrit des donneurs. Elle accusa le rapport d’être diffamatoire et de « reposer sur des rumeurs et de fausses allégations ».
Dans la version réactualisée du rapport, publiée le 31 janvier 2007 sous le titre Prélèvements meurtriers : Deuxième rapport concernant les allégations de prélèvement d'organes sur des pratiquants de Falun Gong en Chine, David Kilgour et David Matas ont déclaré que le gouvernement de la Chine avait répondu à la première version d'une manière peu convaincante, la plupart du temps en attaquant le Falun Gong et en renforçant par là les conclusions du rapport. En outre, selon eux, ce genre d’attaque constitue précisément le phénomène qui, en Chine, rend possible la violation des droits de l’homme élémentaires des pratiquants de Falun Gong. Les réponses qu’ils ont obtenues de la Chine n’ont souligné, dans cette première version du rapport, que deux erreurs factuelles : dans une annexe, dans le titre d’une légende, deux villes chinoises avaient été localisées dans les mauvaises provinces. « Ces erreurs n'ont rien à voir avec l'analyse ou les conclusions de notre rapport », ont-ils déclaré.
Depuis 2007, le prélèvement forcé d'organes est illégal selon la loi chinoise, le don ne peut se faire que du vivant d'une personne et ne doit concerner que son conjoint et sa famille proche ou éloignée.
À partir de 2008, le gouvernement chinois cesse de rendre public le nombre de greffes d'organes effectuées. D'après David Kilgour, une des « réponses plausibles est que si ces statistiques devenaient publiques, l'écart entre le nombre de greffes et le nombre de prisonniers condamnés à mort exécutés deviendrait alors évident ».
En 2010, le ministère de la Santé et la Croix-Rouge lance un programme de don volontaire d'organes dans seize des principales grandes villes ou provinces du pays. Entre 2003 et 2009, selon le magazine News China, il n'y aurait eu que 130 dons d'organes volontaires. Selon la Croix-Rouge, 546 dons d'organes ont été enregistrés entre mars 2010 et mars 2012. La comparaison avec les 9 650 dons d'organes relevés en France sur la période 2010-2011 démontre l'échec relatif de ce programme.
En avril 2012, le docteur Torsten Trey, directeur de DAFOH, critique les affirmations de deux médecins chinois sur la réglementation en matière de prélèvement d'organes dans leur pays, ainsi que les « promesses » des dirigeants chinois en matière de prélèvements d'organes. En décembre 2012, le vice-ministre chinois de la Santé s'engage à cesser les prélèvements d'organes sur les condamnés à mort d'ici deux ans.

## Réactions et enquêtes dans le milieu médical
Condamnant fermement de tels actes dans une large majorité, de nombreux médecins et associations médicales ont fait part de leurs inquiétudes à la communauté internationale à plusieurs reprises, pointant les problèmes spécifiques graves découlant de l’usage de telles pratiques: risques de santé pour les patients receveurs d'organes, sévère dégradation de l'éthique de la médecine de transplantation, graves violations des droits humains en Chine, implication des systèmes de santé et du personnel médical de tous les pays du monde concernés par le tourisme de transplantation. Les principes éthiques de l’OMS concernant la médecine de transplantation , réaffirmés par la Déclaration d’Istanbul, The Transplantation Society (TTS)TTS , l'American Transplantation Society  et l’Association médicale mondiale (AMM) n’approuvent que les dons d’organes libres, et exigent également une transparence et un contrôle de ces pratiques tout en garantissant l’anonymat et le respect de la vie privée des donneurs/receveurs.
Malgré les discussions engagées avec leurs homologues chinois, les autorités médicales internationales sont pessimistes sur la volonté réelle du gouvernement chinois de cesser ces pratiques “inhumaines”,. En 2006, l'AMM a adopté une résolution exigeant que la Chine cesse d'utiliser les prisonniers comme donneurs d'organes.
D'après les réflexions des experts médicaux engagés sur le sujet, la lutte contre les prélèvements forcés d'organes en Chine doit être menée par un ensemble d'actions spécifiques visant à attirer l'attention des pouvoirs publics et strictement encadrer les normes éthiques médicales de ce pays. Les pistes soulevées: pressions des associations médicales, refus de publications ou de reconnaissance des chirurgiens chinois à l’étranger, prévention, appels aux politiques, enquêtes et arrestation des réseaux clandestins dans les hôpitaux ou centre de dialyse à l'étranger.

### Recommandations de la Déclaration d’Istanbul
La Déclaration d’Istanbul est un ensemble de principes directeurs destinés à prévenir du trafic d’organes dans le monde; elle fut rédigée en conclusion du Sommet d’Istanbul en 2008 par un grand nombre d'organismes et intervenants médicaux venant de tout pays, dont l'Agence française de biomédecine et la TTS. Les intervenants de cette Déclaration, condamnent fermement l’attitude des autorités chinoises, et dénonce une “culture de corruption” soutenant le trafic d’organe. La Loi chinoise interdit par exemple les transplantations d’organes provenant de patients morts sur des étrangers, mais celle-ci est simplement ignorée par les autorités.
L'American Journal of Transplantation (AJT) est la revue officielle de l'American Society of Transplantation (AST) et de la Société américaine des chirurgiens de transplantation (ASTS). Dans un commentaire éditorial, l’AJT préconise un certain nombre de mesure entérinées par la Déclaration pour lutter contre le trafic d’organes en Chine, dont:
- La censure, par les revues médicales et sociétés professionnelles nationales et internationales, des publications provenant des centres de transplantations chinois; à moins que les auteurs indiquent clairement que les données présentées sont en concordance avec les réglementations gouvernementales indiquant la provenance des organes.
- L’adhésion de professionnels de greffes chinois à des sociétés professionnelles internationales ne peut être que fait que si le caractère éthique des transplantations chinoises est accepté de façon globale.
- Les compagnies pharmaceutiques doivent s’assurer que la source des organes utilisés lors d’études ne soie pas celle de prisonniers exécutés, et dans le cas de tourisme de transplantation en Chine, que les règlements médicaux soient rigoureusement respectés.
- L’imposition de conditions lors de la formation des professionnels de la transplantation chinois par des chirurgiens de la communauté internationale; les stagiaires ne doivent pas être engagés, directement ou indirectement, à utiliser d’organes de prisonniers exécutés.

Depuis mai 2011, des revues médicales américaines ont déclaré qu’elles n’accepteraient aucune publication provenant du corps médical chinois impliqué dans les transplantations d’organes. Le Journal of Clinical Investigation, prestigieuse publication de recherche biomédicale, a ainsi déclaré: "La pratique de la transplantation d'organes de prisonniers exécutés en Chine semble répandue. Nous condamnons vigoureusement cette pratique[de transplantations d’organes de prisonniers exécutés] et, à compter de maintenant, nous ne tiendrons pas compte des manuscrits concernant la transplantation d'organes humains dans nos publications, sauf si un accord du donneur nous est fourni, justifié, et qu’il n’est pas réalisé sous la contrainte.” . Une déclaration similaire a été publiée par L'American Journal of Transplantation (AJT). Cette position, portée par la Déclaration d’Istanbul, a été introduite en tant que ligne éthique au meeting International Society for Organ Donation and Procurement (ISODP) de Buenos Aires en novembre 2011, ainsi qu’au World Transplant Congress, à Berlin, en juillet 2012. Le magazine The Lancet a également publié une lettre éditoriale en octobre 2011, intitulée “Il est temps de boycotter la science et la médecine chinoise au sujet des transplantations d’organes” .

### Essais cliniques des firmes pharmaceutiques en Chine
Dans le suivi post-opératoire d'un patient, les traitements anti-rejet à base d'immunosupresseurs jouent un rôle de premier plan. Souvent onéreux et indispensables pour le patient jusqu'à la fin de sa vie, leur efficacité tient pour beaucoup au succès de la médecine de transplantation et à sa propagation. En Chine, où le “marché” des médicaments enregistre une expansion fulgurante, la demande en immunosuppresseurs ne cesse de croître. En 1994, l'ONG Human Rights Watch publie un rapport exhaustif, Obtentions d'organes et exécutions judiciaire en Chine. Les auteurs constatent que depuis 1983, le développement exponentiel des programmes de transplantations chinois est dû à la combinaison de deux facteurs: d'une part, l'augmentation drastique de condamnés à mort, ce qui a augmenté le nombre potentiel de “donneurs” d’organes dans le pays, et d’autre part de l’introduction de la Ciclosporine A(CsA), "médicament miracle" présent dans la plupart des traitements administrés de nos jours et améliorant les chances de non-rejet des organes . Pour la première fois, Human Right Watch souligne dans ce rapport l’importance du rôle tenu par les sociétés pharmaceutiques mondiales dans la “dynamisation du programme de transplantations chinoises”. Plus tard, des sociétés comme occidentales telles que Novartis, Roche, Astellas, Pfizer et Isotechnica ont saisi le marché chinois des traitements à base d'immunosupresseurs. Certaines d'entre elles, en plus de vendre et de promouvoir leurs traitements sur le sol chinois, y mènent parfois des recherches pour étudier les effets des médicaments anti-rejet.
Entre juin 2004 et décembre 2010, des documents attestent que ces sociétés ont conduit des essais cliniques sur un total de 1200 organes greffés, dans des hôpitaux chinois civils et militaires,. D’après David Matas, des preuves circonstanciées établissent que dans au moins deux de ces hôpitaux, les organes provenaient de pratiquants de Falun gong. Dans les années 2000, environ 40 essais supplémentaires ont été menés sur 2 000 organes ont été conduits par des hôpitaux universitaires et militaires ; ces tests reprenaient les traitements mis au point par ces sociétés. La collaboration entre le Ministère de la Santé chinois et les laboratoires Roche et Astellas va plus loin : ces sociétés ont aidé à la création d’une base de données améliorant l’organisation logistique du programme de transplantation chinois. En 2006, la société Roche a ouvert une usine de fabrication de son médicament immunosuppresseur CellCept en Chine. Franz Humer, PDG du laboratoire, a déclaré à des journalistes allemands avoir “construits cette usine en Chine, car “contrairement au Japon, il n’existe en Chine aucun blocage éthique ou culturel pour la médecine de transplantation”. Aucune information n'a été fournie sur l'origine des organes servant à ces essais. Un peu plus tard, Arne Schwartz, chercheur et analyste dans le domaine des droits de l'homme, a demandé au responsable de la déontologie de Roche s'il connaissait l'origine des organes servants aux essais. La compagnie a décliné toute responsabilité et a maintenu ses programmes en Chine;d'autres laboratoires, comme Novartis, ont pris leur distance en condamnant les pratiques de la médecine de transplantation chinoise.
Des enquêtes ont été menées en Suisse pour établir le niveau de responsabilité et le degré d’implications des sociétés Roche et Novartis . Par la suite, 5.723 internautes ont attribué au laboratoire le "Public Eye's People Award".
En août 2010, Amnesty International, puis DAFOH, ont publié des déclarations contre l'utilisation des organes provenant de prisonniers et ont appelé les sociétés pharmaceutiques à respecter les droits de l'homme. L'année suivante, aux États-Unis, le député Joe Pitts a soulevé l'épineuse question de l'implantation des sociétés pharmaceutiques sur le sol chinois, citant TFP Ryder Healthcare, et a incité les sociétés américaines à "considérer le climat non éthique qui règne en Chine"

### Réflexions sur l'éthique médicale
Les premiers critères spécifiques concernant le don d’organe humain et la transplantation ont été adoptés en 1985 par l’Association Médicale Mondiale et refusaient par ailleurs l’usage d’organes provenant de prisonniers. En 2000, puis en 2006, l’AMM a réitéré et affiné ces principes , et l’Organisation Mondiale de la Santé a également proposé des principes directeurs touchant aux greffes de tissus, de cellules et d’organes humains . La déclaration d’Helsinki, puis la Déclaration d’Istanbul ont entériné ces critères et poursuivent la réflexion sur les actions à mener de la part des autorités médicales et publiques internationales.
La pratique de prélèvements forcés d'organes peut également être mise en lumière à la situation particulièrement dégradée de l'éthique du système médical chinois. D'après Maria A. Fiatarone Singh, gériatre et membre de la Faculté Royale d'Asie Australe des médecins, des pratiques médicales telles que la stérilisation forcée, l'avortement tardif, les infanticides pour satisfaire à la politique de l'enfant unique ou encore la revente et l'exportation de pilules "curatives" obtenues à partir de fœtus broyés ne donnent aucune assurance sur le fait d'obtenir la reconnaissance des prélèvements forcés d'organes par le régime chinois. La dissimulation de cette pratique en Chine permet également son existence et prémunit les autorités responsables de l'aversion de la population.
Le Pr John Lavee cite "L'ampleur du processus qui a lieu en Chine aujourd'hui est si grand que les gens peuvent parfois ne pas croire ce qui se passe". Le Dr Torsten Trey ose une comparaison avec Felix Frankfurther, chef de la Cour suprême de Justice chargée d'enquêter sur les crimes nazis. Au témoignage de Jan Karski sur les crimes commis dans les camps de concentration, celui-ci aurait répondu "Je ne dis pas que vous êtes en train de mentir, mais je n'arrive simplement pas à croire ce que vous m'avez dit". Beaucoup de médecins soulignent le caractère particulièrement horrible du crime de prélèvements forcés d’organes, évoquant un "crime contre l'humanité".

### Suivi des soins pour les receveurs d'organes hors de Chine
Le Dr Gabriel Danovitch, intervenant de la Déclaration d'Istanbul, alerte sur le danger encouru par les patients désirant se faire transplanter en Chine. Les taux de mortalités et d’infections dus aux complications post-opératoires sont élevées. D’après son expérience personnelle et les chiffres fournis par la société américaine de néphrologie, il indique que de nombreux greffés ont dû subir des hospitalisations à leur retour aux États-Unis. 

« Les Américains qui choisissent de se rendre en Chine ou ailleurs pour acheter un organe courent un grand risque. Il y a suffisamment de documents prouvant que les résultats médiaux de telles opérations sont mauvais ; à la suite de complications chirurgicales et infectieuses menaçant leur vie, beaucoup de receveurs de greffe nécessitent des hospitalisations longues et complexes et des soins médicaux. »

En Malaisie, si nombre de patients ayant bénéficié d’une transplantation en Chine ont très bien récupéré, d’autres ont eu de sérieuses complications dans leur état de santé. D'après le docteur Ghazali Ahmad, des « complications graves aux conséquences mortelles sont survenues », allant de rejets aigus à des cas d’infections bactériennes, des résistances aux corticoïdes nécessitant un traitement onéreux, de graves septicémies ou encore des infections de type fongique ou virale telles que l’Hépatite B ou C. Le docteur note que les patients n’ayant pas les moyens de retourner en Chine devaient s’acquitter de traitement souvent onéreux et dépendaient des soins publics. Des cas similaires ont été rapportés par l’American Journal of Transplantation parue en août 2010; un éditorial vise des patients d’Arabie saoudite dont l’état de santé a connu des complications dès leur retour de Chine; ce dernier remarque « une préoccupation grandissante dans l’incertitude des résultats d’une telle opération [de transplantation] » .

## Réactions publiques et mobilisation

### Réponses diverses des gouvernements et du milieu politique
En décembre 2011, une cour d'appel en Russie a affirmé que les écrits de David Kilgour et David Matas relevaient d'une littérature extrémiste. Le jugement se réfère à l'article 13 de la loi fédérale russe 114 portant sur la « prévention des activités extrémistes » dont la diffusion de documents promouvant le terrorisme, l'atteinte à la sécurité de la Russie, « l'incitation à la haine raciale, religieuse ou nationale », et « l'avilissement de la dignité nationale ». Les deux auteurs sont susceptibles d'être poursuivis par la justice russe s'ils s'avisent d'aller dans le pays pour parler de leur rapport.
En janvier 2013, Edward McMillan-Scott, vice-président du Parlement européen, s'est déclaré convaincu que des membres du mouvement Falun Gong sont tués afin de recueillir leurs organes.

### Organismes humanitaires et ONU
En mars 2007, Manfred Nowak, le rapporteur spécial de l'ONU, a demandé aux autorités chinoises de répondre sur les différences observées entre le nombre de greffes effectuées et le nombre des sources pouvant être admises. Il a estimé par la suite que la chaîne de preuves documentées par MM. Kilgour et Matas forment un « tableau cohérent provoquant l’inquiétude ».
En novembre 2008, le Comité des Nations unies contre la torture soulignait ses inquiétudes face aux allégations et appelait la Chine à « mener immédiatement ou ordonner une enquête indépendante sur les allégations », et à prendre des mesures « pour assurer que les responsables de telles violations soient poursuivis et punis ».
En décembre 2018, des témoins attestent à Londres du crime le plus abject commis par le régime communiste de Pékin contre les dissidents et les croyants. Au vu des preuves auxquelles ont abouti les enquêtes menées sur le prélèvement d’organes en Chine, le tribunal de Londres chargé du prélèvement forcé d’organes en République populaire de Chine a jugé « unanimement et de manière indubitable qu’en Chine, le prélèvement forcé d’organes sur des prisonniers de conscience se pratique depuis une période considérable et concerne un nombre considérable de victimes. »

### Résolutions internationales et nationales contre les prélèvements forcés d'organes
En mai 2010, le Parlement européen a adopté une résolution sur la communication de la Commission intitulée « Plan d'action sur le don et la transplantation d'organes (2009-2015) » en mentionnant les accusations de MM. Matas et Kilgour: «prend acte du rapport de David Matas et David Kilgour sur l'assassinat des Falun Gong pour leurs organes, et demande à la Commission de présenter au Parlement européen et au Conseil un rapport sur ces allégations et sur d'autres affaires du même ordre». Toujours en 2010, le Congrès des États-Unis a voté une résolution qui mentionne de telles pratiques.
En décembre 2013, le Parlement européen a adopté une résolution condamnant les prélèvements forcés d’organes cautionnés par l’État chinois, une pratique qui touche en particulier les pratiquants du Falun Gong. Dans la résolution, le Parlement européen « manifeste sa profonde inquiétude vis-à-vis des rapports crédibles et incessants de prélèvements non consentis, systématiques et cautionnés par l'État d'organes sur des prisonniers d'opinion dans la république populaire de Chine, y compris sur un grand nombre d'adeptes du Falun Gong » et « demande aux autorités chinoises de répondre de manière circonstanciée aux rapporteurs spéciaux des Nations unies ». La résolution appelle également à la libération de tous les prisonniers d’opinion en Chine, dont les pratiquants de Falun Gong. Henri Malosse, président du Comité économique et social européen (EESC) , a également tenu une conférence à Bruxelles en mars 2014, et a appelé l'Europe à agir pour condamner cette pratique.
Le 13 juin 2016, la Chambre des représentants des États-Unis a adopté à l'unanimité la résolution 343 demandant au régime communiste chinois de cesser immédiatement les prélèvements forcés d'organes sur des pratiquants de Falun Gong et d'autres prisonniers de conscience. La résolution demande aussi la fin immédiate de la persécution du Falun Gong, qui se perpétue depuis dix-sept ans. Elle demande également la libération de tous les pratiquants de Falun Gong et autres prisonniers de conscience emprisonnés et l'ouverture d'une enquête crédible, transparente et indépendante sur le système de transplantation d'organes en Chine.

### Pétitions contre les prélèvements forcés d'organe
En septembre 2012, une pétition de près de 25 000 signatures demande aux États-Unis de faire pression sur la Chine à l'ONU afin de stopper les prélèvements forcés d'organes. La pétition, délivrée au bureau de Susan Rice, l’ambassadrice américaine à l'ONU, demande également au gouvernement des États-Unis de divulguer les informations dont il dispose concernant l'implication de Wang Lijun (en), l'ancien chef de la police de Chongqing.
En 2013, l’ONG internationale DAFOH (Doctors Against Forced Organ Harvesting) a lancé une pétition s’adressant au Haut-commissaire des Nations unies aux droits de l’homme et appelant à une action immédiate pour mettre fin à la pratique des prélèvements d'organes forcés sur des prisonniers de conscience en Chine. La pétition demandait également la fin de la « persécution » du mouvement spirituel Falun Gong, la première victime des prélèvements forcés d'organes. Entre juillet et novembre 2013, la pétition a été signée par près de 1,5 million de personnes dont 1 million en Asie et dans plus de 50 pays dans le monde.

## Lutte contre le tourisme de transplantation
Selon DAFOH, les transplantations sont avant tout destinées à sauver des riches chinois ou occidentaux. Certains gouvernements et organisations de transplantation ont réagi aux rapports publiés en renforçant les restrictions du « tourisme de transplantation », exprimant leur inquiétude et prenant leurs distances avec les pratiques de transplantations d'organe sans consentement.
À Taïwan, le président du Conseil des affaires continentales a condamné « dans les termes les plus forts possible » le prélèvement en Chine d'organes humains sur des pratiquants de Falun Gong exécutés. Le ministère de la Santé du pays a exhorté les médecins taïwanais à ne pas encourager les patients cherchant à payer pour obtenir une transplantation d'organe en Chine continentale,. En novembre 2012, Taïwan a pris des mesures pour dissuader ses 2 000 ressortissants qui vont chaque année en Chine bénéficier d'une transplantation.
En Israël, en 2005, un patient du docteur Jacob Lavee - chirurgien cardiaque et directeur de l'Unité de transplantation cardiaque du Centre médical de Shebva - lui annonce qu'il compte se rendre en Chine à une date prévue à l'avance pour une transplantation cardiaque. Alerté par le fait qu'une telle opération puisse être planifiée à l'avance, il mène sa propre enquête. Dans un premier temps, les résultats de ses recherches sont publiés dans le Journal of the Israeli Medical Association. Il mentionne le fait que, de tous les touristes se rendant en Chine pour se faire transplanter un organe, les Israéliens étaient les seuls à être entièrement remboursés par leurs compagnies d'assurance, ce qui revenait à « reconnaître de facto que les activités de transplantations chinoises étaient légales et éthiques ». L'appel a été entendu, et une enquête à grande échelle a été menée, puis publiée dans le journal le plus diffusé d'Israël.
En 2007, en compagnie du professeur Eytan Mor, Jacob Lavee organise une grande conférence sur les « dilemmes éthiques pour résoudre le manque d'organes en Israël ». L'ambassade de Chine fait alors pression sur le Ministère des Affaires étrangères israélien pour annuler la présentation de David Matas. La présentation est maintenue et en contrepartie, la parole est aussi donnée à un conférencier chinois nommé par l'ambassade ; ce dernier sera hué par le public.
Les compagnies d'assurances suivent les nouvelles règles dès mars 2008. D'après Jacob Lavee, ces règles ont permis de diminuer sensiblement le nombre de transplantations effectuées à l'étranger par les Israéliens - de 155 en 2006 à 26 en 2011. La loi votée a également ouvert de nouvelles possibilités pour les transplantations effectuées en Israël, permettant ainsi d'atteindre un état d'autosuffisance, comme le conseille la Déclaration d'Istanbul.
En Australie, en décembre 2006, le ministère de la Santé a annoncé la suppression des programmes de formation pour les médecins chinois dans le domaine des transplantations d'organes. En novembre 2013, une pétition signée par plus que 170 000 habitants de Nouvelle-Galles du Sud a été présentée au Parlement de cet État australien. Elle vise à mettre fin aux prélèvements illicites d'organes sur les pratiquants de Falun Gong et soutient le projet de loi visant à limiter l’obtention d’organes prélevés sur des victimes non consentantes, à interdire la formation de médecins impliqués dans le trafic d'organes et à pénaliser ceux qui reçoivent des organes par des moyens illégaux.
Au Canada, des médecins et membres du parlement - les premiers à avoir déposé une requête au gouvernement - ont introduit en février 2008 un projet de loi visant à interdire aux Canadiens de recevoir des organes prélevés sur des victimes non consentantes.
En France, une proposition de loi déposée par Valérie Boyer et signée par 48 autres députés a été émise le 16 septembre 2010. Elle vise à lutter contre le tourisme de transplantation d'organes « obtenus sur des donneurs vivants contre leur volonté et sous la menace », et mentionnait le « sort tragique des pratiquants du Falun Gong en Chine ».